# タワーハッカー
タワーハッカーとは、かつて東京ドームシティアトラクションズ内にあったドロップ・タワー型のアトラクションである。

## アトラクション概要
- 日本初のタワー型垂直落下アトラクションとして1996年4月26日にオープン。開業当初は日本一の高さを誇っていた。
- 地上80mの高さまで上昇した後、時速98kmで急降下する。
- 元々は展望アトラクション「後楽園タワー」が存在していた。後楽園タワーを解体せず、塗装し直して新たにレールを取り付けて改築したものである。ゴンドラを巻き上げるモーターは後楽園タワー時代のものを再活用しており、運行時は全てのゴンドラが上がるようになっていた（後に他の遊園地に設置されたドロップ・タワーは各ゴンドラにモーターがあり、個別に上げる事が可能となっている）。
- 開業当初はゴンドラが6台（オレンジとグリーン各3台）存在したが、グリーンのゴンドラが落雷の影響で故障、2004年にオレンジの3台のみに減少した。
- 付近にタワーハッカーの子供版「キッズハッカー」が2022年現在も存在している。
- 機械の老朽化に伴い運行を一時取り止めていた事も度々あった。
- 2011年1月31日に発生した「スピニングコースター舞姫」の事故に伴い、コースター撤去及びエリア内工事の為タワーランドを閉鎖していたが、運転休止中に老朽化が認められ、そのまま営業終了となった[1]。

### スペック
- 最高到達点：80m
- タワー高さ：100m
- 自由落下距離：50m
- 最高速度：98km/h
- 最大加速度：5G
- 所要時間:1分30秒
- 製造メーカー：インタミン（スイス）
- 乗車規定　身長130cm以上　年齢65歳未満（身長130cm以上でも11歳未満の場合は、中学生以上の付き添いが必要）

## 事故
- 2010年11月29日午前9時過ぎ、女性従業員が点検中、右手をはさまれて指3本が切断されてしまう事故が発生した。高さ約80メートルの頂上部分にあるモーターやケーブルに異常がないか確認していた際に、指を巻き込まれたとみられる。地上にいた同僚と2人で作業をしていた[2]。